# Kuźnica Katowska

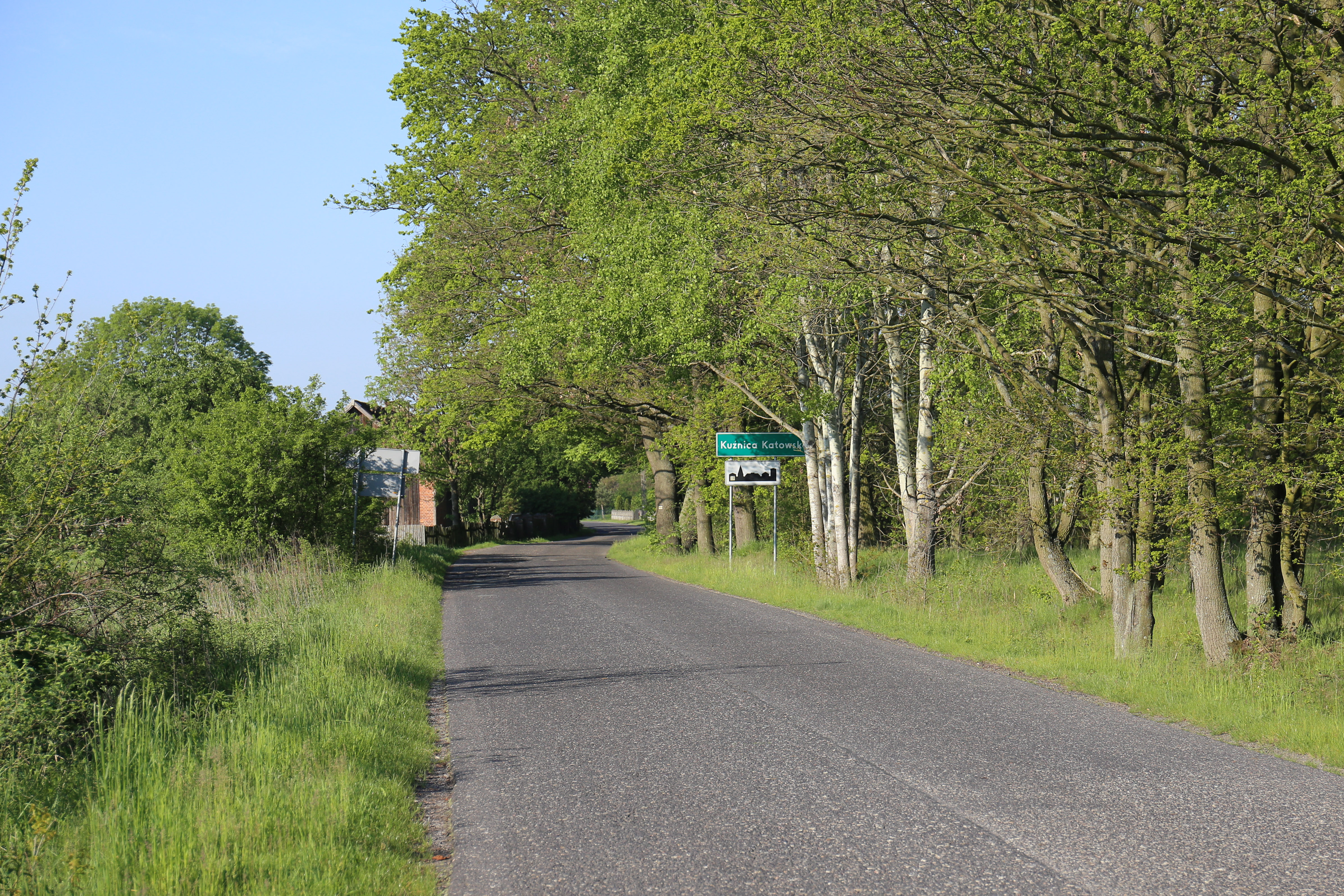
Ortseingang

Kuźnica Katowska (deutsch Alt Hammer) ist eine Ortschaft in der Gemeinde Popielów (Alt Poppelau) im Powiat Opolski der Woiwodschaft Opole.

## Geographie

### Geographische Lage
Kuźnica Katowska liegt im Osten der historischen Region Niederschlesien. Der Ort liegt ca. zehn Kilometer nördlich vom Gemeindesitz Popielów (dt. Alt Poppelau) und ca. 33 Kilometer nordwestlich von der Kreisstadt und Woiwodschaftshauptstadt Opole. 
Kuźnica Katowska ist umgeben von weitläufigen Waldgebiet im Landschaftsschutzpark Stobrawski. 

### Nachbarorte
Im Südwesten grenzt der Ort an Karłowice (dt. Karlsmarkt). 

## Geschichte
Alt Hammer wurde erstmals 1370 erwähnt.
Nach dem Ersten Schlesischen Krieg 1742 fiel Alt Hammer mit dem größten Teil Schlesiens an Preußen. Nach der Neuorganisation der Provinz Schlesien gehörte die Landgemeinde Alt Hammer ab 1816 zum Landkreis Brieg im Regierungsbezirk Breslau. 1845 bestanden im Dorf eine evangelische Schule, eine Sägemühle, eine Unterförsterei, eine Viehzollhebestelle  sowie weitere 78 Häuser. Im gleichen Jahr lebten in Alt Hammer 482 Menschen, davon 61 katholisch. 1874 wurde der Amtsbezirk Karlsmarkt gegründet, welcher aus den Landgemeinden Alt Hammer, Carlsburg, Carlsmarkt, Kauern und Raschwitz und den Gutsbezirken Alt Hammer, Carlsmarkt, Kauern und Stoberau bestand.
1925 lebten in Alt Hammer 338 Menschen, im Jahr 1933 341 Menschen und 1939 wiederum 342 Menschen. Bis 1945 befand sich der Ort im Landkreis Brieg im Regierungsbezirk Breslau.
Infolge des Zweiten Weltkriegs kam der Ort 1945 an Polen und wurde in Kuźnica Katowska umbenannt. Die deutsche Bevölkerung wurde vertrieben und Polen angesiedelt. Von 1945 bis 1954 und von 1973 bis 1975 war der Ort Teil der Gemeinde Karłowice. 1946 kam der Ort zur Woiwodschaft Breslau, 1950 zur Woiwodschaft Opole. 1999 wurde der Ort dem wiedergegründeten Powiat Opolski zugeordnet.

## Persönlichkeiten
- Walther Blachetta (1891–1959), deutscher Schriftsteller

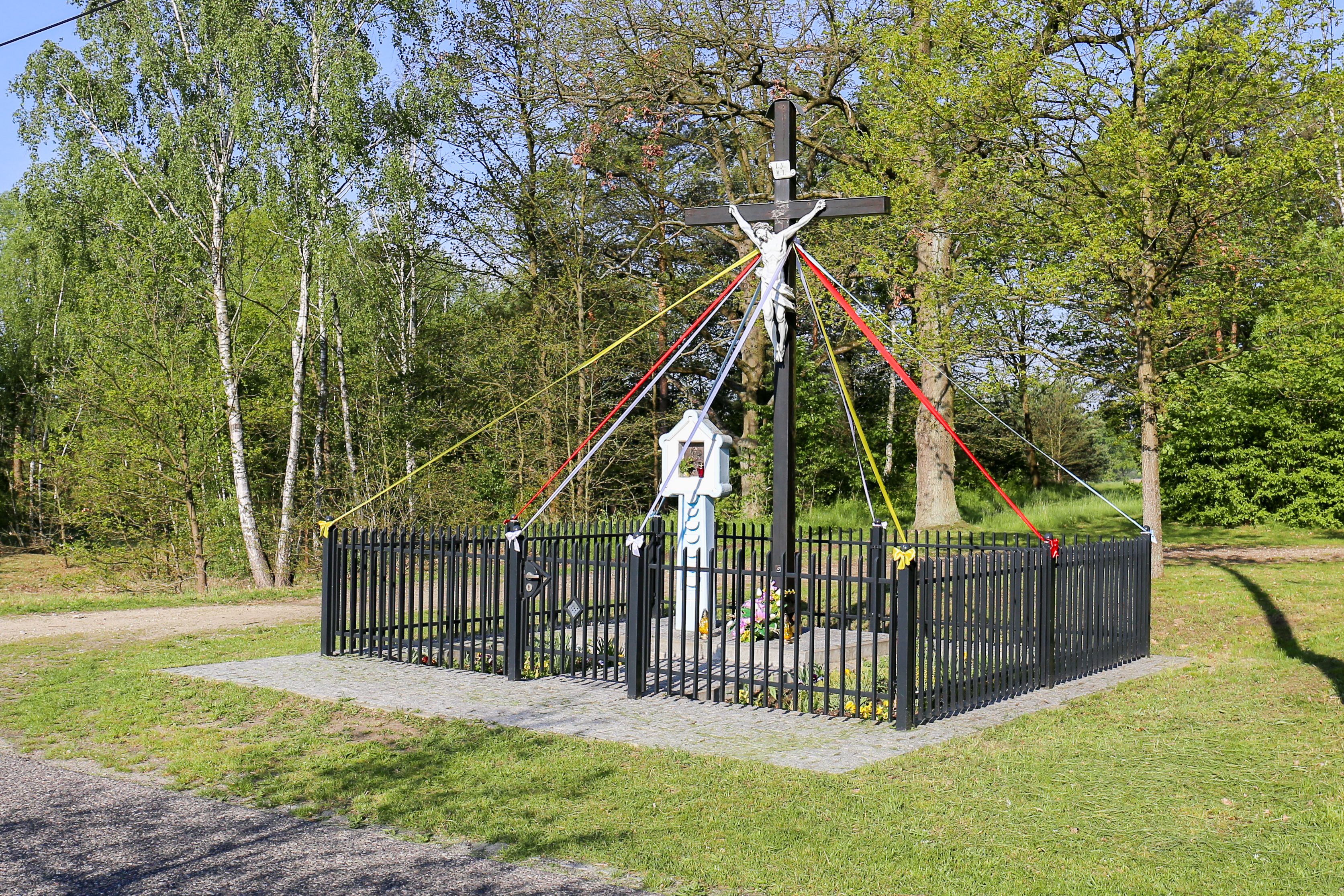
Wegkreuz